# Tommaso Bellacci
Tommaso Bellacci, noto anche come Tommaso da Firenze (Firenze, 1370 circa – Rieti, 31 ottobre 1447), è stato un religioso italiano dell'Ordine dei frati minori.
Il suo culto come beato è stato confermato da papa Clemente XIV nel 1771.

## Biografia
Le biografie più antiche non parlano dei suoi natali e delle sue origini famigliari, ma in una sua opera del 1773 Francescantonio Savorini sostiene sia nato nel 1370 e che appartenesse alla famiglia Bellacci, originaria di Linari. Altre fonti gli attribuiscono il cognome Beccarius, dalla professione di beccai esercitata dai genitori e da egli stesso in gioventù.
Dopo una giovinezza dissoluta, entrò in contatto con un uomo devoto, Antonio Pace, che lo introdusse nella confraternita del Ceppo e lo spinse a convertirsi. Nel 1399 decise di abbracciare la vita religiosa tra i frati minori osservanti del convento di Fiesole, dove fu accolto da Giovanni da Stroncone: non fu ammesso al sacerdozio ma, pur da frate laico, fu nominato maestro dei novizi.
Giunge insieme a Giovanni nella provincia dell'Angelo e, dopo essere stato superiore provinciale della Calabria, fondò diversi monasteri in quella terra. nel 1420 papa Martino V lo autorizzò a contrastare la diffusione dei fraticelli nei territori di Siena e Piombino. Nel 1421, con il concorso di Jacopo II Appiano, principe di Piombino, fondò un piccolo convento sui monti dell'isola d'Elba, il Romitorio di San Cerbone. Nel 1422 il commissario dell'Osservanza per l'Italia, Bernardino da Siena, fece succedere Tommaso al defunto Giovanni da Stroncone come commissario provinciale e il Bellacci fissò la sua dimora nel convento di Scarlino, dove dimorò fino al 1439 e dove ebbe come collaboratore Antonio da Stroncone.
Nominato da papa Eugenio IV legato apostolico presso i siro-giacobiti, nel 1439 Alberto da Sarteano scelse come collaboratore Tommaso da Firenze: i due furono accolti benevolmente dal sultano d'Egitto ma nel 1441 Alberto fu costretto da una malattia ad abbandonare la missione. Tommaso proseguì il viaggio verso l'Etiopia ma fu per due volte preso in ostaggio e minacciato di morte: la prima volta fu liberato grazie all'intervento di alcuni mercanti fiorentini; la seconda grazie alla mediazione di Alberto da Sarteano che ottenne da Eugenio IV la somma per pagare il riscatto.
Nel 1445 Tommaso rientrò in Italia: fu ricevuto a Roma dal papa e si recò all'Aquila per onorare la tomba di Bernardino da Siena, da poco deceduto; Giovanni da Capestrano, nuovo vicario generale degli osservanti in Italia, lo assegnò al convento dell'Osservanza di San Giovanni di Montepiano, poi sede dei Padri Caracciolini, dove trascorse gli ultimi anni della sua vita. Desiderando tornare in missione in Oriente, nel 1447 Tommaso si mise in viaggio verso Roma per chiedere l'autorizzazione al papa ma, caduto malato nei pressi di Rieti, si ritirò nel convento di San Francesco dove si spense.
Alcune sue reliquie furono conservate nel convento di San Pasquale presso Atessa, cui Beato Tommaso partecipò nella fondazione.

## Il culto
La sua tomba nella chiesa di San Francesco a Rieti divenne presto meta di pellegrinaggi e in breve crebbe la fama di miracoli avvenuti presso la sua sepoltura.
Secondo la tradizione, per impedire che la fama di santità di Tommaso oscurasse quella di Bernardino da Siena, di cui era in corso il processo di canonizzazione, Giovanni da Capestrano si recò sulla sua tomba a Rieti e lo pregò che obbedisse all'invito di non operare più prodigi fino alla proclamazione come santo di Bernardino.
Papa Clemente XIV, con decreto del 24 agosto 1771, ne confermò il culto con il titolo di beato.
Il suo elogio si legge nel martirologio romano al 31 ottobre.